# Thomas Manfredini
Thomas Manfredini (Ferrara, 27 maggio 1980) è un allenatore di calcio, driver ed ex calciatore italiano, di ruolo difensore, tecnico del Lunano.

## Caratteristiche tecniche
Iniziò la carriera nel ruolo di terzino sinistro, poi si spostò in seguito in quello di difensore centrale, ruolo che mantenne fino al termine della carriera.

## Carriera

### Club

#### L'esordio alla SPAL poi Udinese e i vari prestiti
Muove i primi passi sui campi da calcio nella squadra locale di Arginone, quartiere di Ferrara, dove viene schierato come attaccante. All'età di nove anni si trasferisce alla SPAL, dove svolge tutto il settore giovanile. All’età di 14 anni lascia la scuola iniziando a fare il muratore di giorno e il porta-pizze di sera. Nella società ferrarese viene aggregato alla prima squadra nel campionato 1996-1997, senza tuttavia debuttare fra i professionisti.
La stagione successiva debutta in Serie C2. Grazie alla contestuale vittoria del campionato da parte della squadra, dodici mesi dopo debutta in Serie C1, collezionando dodici presenze, anche grazie all'introduzione della norma che obbligava a schierare sempre un giocatore under 20. Nell'estate del 1999 viene acquistato a titolo definitivo dall'Udinese, società di Serie A allora allenata da Luigi De Canio. Nel corso della stagione di debutto nella massima serie ottiene la fiducia del tecnico, collezionando sedici presenze che gli valgono la chiamata di Marco Tardelli in Nazionale Under 21. Nel corso delle stagioni successive tuttavia non trova sufficiente spazio, raccogliendo in tutto cinquanta presenze, pertanto nella sessione di mercato del gennaio 2004 viene ceduto alla Fiorentina, militante in Serie B, con la formula del prestito. Con i viola conquisterà la promozione in Serie A giocando con continuità. Rientrato dal prestito presso i toscani, viene ceduto in Serie B anche per la successiva stagione, al Catania, sempre con la formula del prestito. Raccoglierà trenta presenze e tre reti.

#### Il passaggio all'Atalanta, i vari prestiti e la vicenda calcioscommesse
Nella sessione estiva del mercato 2005, è coinvolto in un maxi-scambio fra Udinese ed Atalanta: viene ceduto ai nerazzurri insieme ad Antonino D'Agostino, mentre ai friulani vanno Marco Motta, Piermario Morosini, Fausto Rossini, Massimo Gotti e Michele Rinaldi più soldi. Tuttavia nel ritiro estivo non convince il tecnico orobico Stefano Colantuono, pertanto viene ceduto in prestito al Rimini in Serie B, dove viene utilizzato sia come centrale che come terzino sinistro. A fine stagione raccoglierà ventidue presenze. L'estate successiva la storia si ripete: dal ritiro estivo il tecnico chiede la cessione del giocatore, che viene dato in prestito al Bologna in Serie B. A fine stagione le presenza saranno ventotto.
Nel luglio 2007, la Commissione Disciplinare infligge al giocatore una squalifica di tre mesi per un illecito sportivo, risalente ai tempi della permanenza al Rimini. La società orobica, nonostante alcuni dubbi legati alla sua permanenza in rosa e su pressioni del neo-tecnico Gigi Delneri, lo tessera per la stagione agonistica 2007-2008: Thomas ritorna in Serie A dopo un'assenza di tre stagioni e mezzo. Nel corso della stagione viene impiegato come terzino sinistro. Il 30 marzo 2008 viene impiegato per la prima volta da difensore centrale; tempo dopo il giocatore farà le seguenti dichiarazioni: "Siamo a San Siro, avversario è il Milan. Io, come quasi sempre, mi accomodo in panchina. Dopo una ventina di minuti si fa male Talamonti: una brutta botta che lo costringe a uscire. Mister Delneri mi guarda e mi indica col dito: spogliati, entri tu. Centrale io? Sì centrale tu, risponde secco il mister. Morale: gioco 70 minuti, vinciamo la partita 2-1 grazie ai gol di Floccari e Langella, Maldini dimezza il punteggio, Coppola para un rigore a Pirlo al 90'. Un trionfo. E per me lo spartiacque della carriera, di cui devo gratitudine a Delneri, il quale mi ha sempre fatto sentire importante, anche quando non giocavo. Quello che è accaduto dopo, comprese le voci di mercato, è nato da lì".
La stagione successiva viene impiegato stabilmente in posizione centrale, diventando un elemento portante della difesa, grazie anche alla sagace interpretazione della tattica del fuorigioco impostata dall'allenatore. A fine stagione le presenze saranno trentatré. Nel corso della stagione inizia anche a tirare le punizioni, una delle quali risulterà decisiva nel corso dell'incontro Atalanta-Napoli (3-1). La società gli offre il prolungamento del contratto in scadenza fino al 2013. La stagione 2009-2010 è stata per la squadra e un'annata storta, culminata con la retrocessione. Thomas decide di rimanere a Bergamo lo stesso e la nuova società gli adegua il contratto.
È decisivo nell'incontro dell'11 settembre 2010, segnando il primo gol che regala la vittoria dell'Atalanta contro il Pescara. Tre infortuni muscolari hanno limitato il suo utilizzo per l'intera stagione, conclusa con 18 presenze (17 in campionato, 1 in Coppa Italia), non impedendogli comunque di festeggiare la sua seconda promozione in Serie A della sua carriera (la prima volta l'aveva ottenuta con la Fiorentina).
Il 1º giugno 2011 viene indagato nell'ambito dell'Operazione Last Bet: un'inchiesta su scommesse illegali nel calcio, basate sulla manipolazione dei risultati delle partite del campionato di Serie B e di Lega Pro. Il 3 agosto 2011 il procuratore federale Stefano Palazzi chiede 3 anni di squalifica, e il 9 agosto 2011 la richiesta viene accolta. Successivamente, il giocatore viene però prosciolto in secondo grado.
Il 21 agosto, due giorni dopo la notizia del proscioglimento, scende regolarmente in campo contro il Gubbio nell'incontro valido per il Terzo Turno di Coppa Italia con la fascia di capitano al braccio . Il 22 settembre disputa la sua 100ª partita con la maglia dell'Atalanta nell'incontro che ha visto vincere i nerazzurri per 2 a 1 in casa del Lecce. Chiude la stagione con 25 presenze ed un gol, messo a segno nella partita pareggiata per 1-1 contro il Parma.

#### Genoa
Il 9 gennaio 2013 il giocatore passa a titolo definitivo al Genoa nell'ambito dello scambio che porta Michele Canini all'Atalanta.
Debutta con i Grifoni quattro giorni dopo, il 14 gennaio, partendo da titolare nel match Cagliari-Genoa. Chiude la stagione con 11 presenze, contribuendo alla salvezza della squadra nella massima serie.
Nella stagione seguente esordisce poi in campionato il 25 agosto, nella trasferta di Milano contro l'Inter e si conferma titolare per quasi tutto il girone d'andata, ma viene sacrificato nel mercato di gennaio. Chiude l'esperienza in rossoblù con 26 presenze in campionato e 1 in Coppa Italia.

#### Sassuolo
Il 15 gennaio 2014 viene acquistato dal Sassuolo a titolo definitivo. Nel Sassuolo fa solo tre presenze e nessun gol. 

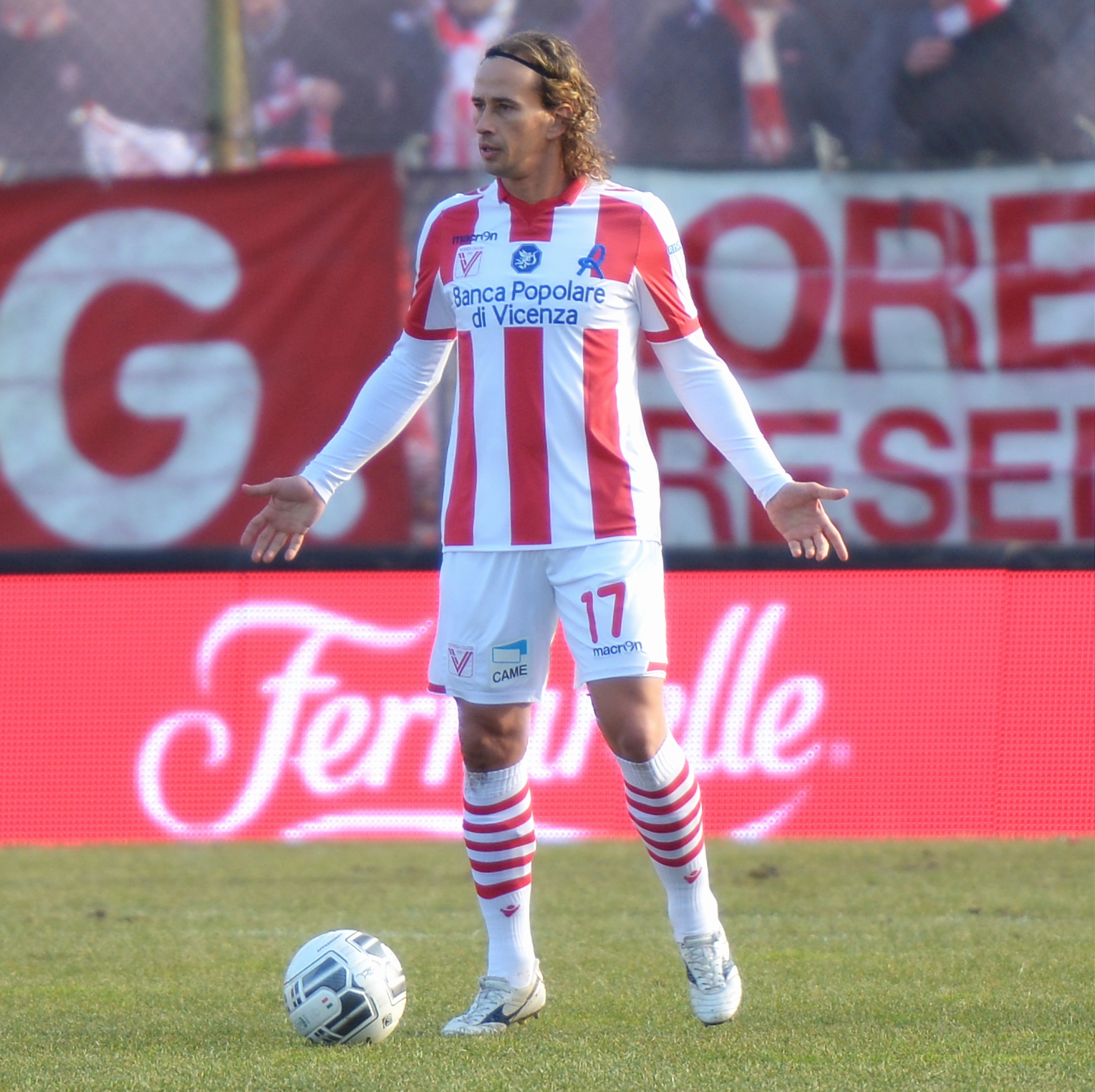
Manfredini nel 2015 con il Vicenza

#### Vicenza
Il 12 gennaio 2015 si trasferisce al L.R. Vicenza dove colleziona 17 presenze esclusi i playoff.
Nel maggio 2015 ha un duro infortunio, la rottura del tendine d'achille che non gli permette di concludere la stagione e che lo tiene fuori dai campi da calcio per un lungo periodo.
Viene riscattato interamente dai biancorossi il 1º luglio 2015. Rientrato in squadra dopo il recupero dell'infortunio, nel gennaio 2016 subisce di nuovo la rottura del tendine d'achille. A fine stagione, dopo aver collezionato una sola presenza, rescinde il contratto di comune accordo con la società.

### Nazionale
Ha giocato in Nazionale Under-20 e nell'Under-21.

## Dopo il ritiro
Dopo essersi ritirato nell'estate del 2016, inizia una nuova carriera nel mondo dell'ippica, come driver. Nel gennaio 2019 torna al calcio con la maglia de La Fiorita nel Campionato sammarinese. A fine stagione non rinnova il contratto con la squadra sammarinese, svincolandosi.
Nel maggio del 2022 si candida alle elezioni comunali di Riccione nella lista civica del candidato sindaco del centro-destra Stefano Caldari, non risultando eletto.
Il 31 dicembre dello stesso anno viene ufficialmente annunciato come nuovo allenatore de La Fiorita, iniziando così una nuova carriera in panchina e facendo ritorno a Montegiardino a tre anni dall'ultima volta. Termina l’annata al terzo posto. La stagione seguente invece raggiunge il secondo posto in campionato e vince la Coppa Titano prima di lasciare il club sammarinese dopo la sconfitta al secondo turno di qualificazione di Conference League contro l'Istanbul.
Il 17 ottobre 2024 viene annunciato come nuova guida tecnica del Lunano, squadra marchigiana militante nel campionato di Promozione.

## Statistiche

### Presenze e reti nei club
| Stagione        | Squadra         | Campionato      | Campionato | Campionato | Coppe nazionali | Coppe nazionali | Coppe nazionali | Coppe continentali | Coppe continentali | Coppe continentali | Altre coppe | Altre coppe | Altre coppe | Totale | Totale |
| Stagione        | Squadra         | Comp            | Pres       | Reti       | Comp            | Pres            | Reti            | Comp               | Pres               | Reti               | Comp        | Pres        | Reti        | Pres   | Reti   |
| --------------- | --------------- | --------------- | ---------- | ---------- | --------------- | --------------- | --------------- | ------------------ | ------------------ | ------------------ | ----------- | ----------- | ----------- | ------ | ------ |
| 1997-1998       | SPAL            | C2              | 2          | 0          | CI-C            | ?               | ?               | -                  | -                  | -                  | -           | -           | -           | 2+     | 0+     |
| 1998-1999       | SPAL            | C1              | 12         | 0          | CI-C            | ?               | ?               | -                  | -                  | -                  | -           | -           | -           | 12+    | 0+     |
| Totale Spal     | Totale Spal     | Totale Spal     | 14         | 0          |                 | 0+              | 0+              |                    | -                  | -                  |             | -           | -           | 14+    | 0+     |
| 1999-2000       | Udinese         | A               | 14         | 1          | CI              | 1               | 0               | CU                 | 2                  | 0                  | -           | -           | -           | 17     | 1      |
| 2000-2001       | Udinese         | A               | 7          | 0          | CI              | 1               | 0               | Int+CU             | 0                  | 0                  | -           | -           | -           | 8      | 0      |
| 2001-2002       | Udinese         | A               | 15         | 1          | CI              | 1               | 0               | -                  | -                  | -                  | -           | -           | -           | 16     | 1      |
| 2002-2003       | Udinese         | A               | 21         | 0          | CI              | 2               | 0               | -                  | -                  | -                  | -           | -           | -           | 21     | 0      |
| 2003-gen. 2004  | Udinese         | A               | 7          | 0          | CI              | 1               | 0               | CU                 | 0                  | 0                  | -           | -           | -           | 8      | 0      |
| Totale Udinese  | Totale Udinese  | Totale Udinese  | 64         | 2          |                 | 6               | 0               |                    | 2                  | 0                  |             | -           | -           | 72     | 2      |
| gen.-giu. 2004  | Fiorentina      | B               | 11+2       | 0          | CI              | 0               | 0               | -                  | -                  | -                  | -           | -           | -           | 13     | 0      |
| 2004-2005       | Catania         | B               | 30         | 3          | CI              | 1               | 0               | -                  | -                  | -                  | -           | -           | -           | 31     | 3      |
| ago. 2005       | Atalanta        | B               | 0          | 0          | CI              | 0               | 0               | -                  | -                  | -                  | -           | -           | -           | 0      | 0      |
| ago. 2005-2006  | Rimini          | B               | 22         | 0          | CI              | 0               | 0               | -                  | -                  | -                  | -           | -           | -           | 22     | 0      |
| ago. 2006       | Atalanta        | A               | 0          | 0          | CI              | 0               | 0               | -                  | -                  | -                  | -           | -           | -           | 0      | 0      |
| ago. 2006-2007  | Bologna         | B               | 28         | 0          | CI              | 0               | 0               | -                  | -                  | -                  | -           | -           | -           | 28     | 0      |
| 2007-2008       | Atalanta        | A               | 17         | 0          | CI              | 0               | 0               | -                  | -                  | -                  | -           | -           | -           | 17     | 0      |
| 2008-2009       | Atalanta        | A               | 33         | 1          | CI              | 2               | 1               | -                  | -                  | -                  | -           | -           | -           | 35     | 2      |
| 2009-2010       | Atalanta        | A               | 26         | 1          | CI              | 1               | 0               | -                  | -                  | -                  | -           | -           | -           | 27     | 1      |
| 2010-2011       | Atalanta        | B               | 17         | 1          | CI              | 1               | 0               | -                  | -                  | -                  | -           | -           | -           | 18     | 1      |
| 2011-2012       | Atalanta        | A               | 25         | 1          | CI              | 1               | 0               | -                  | -                  | -                  | -           | -           | -           | 26     | 1      |
| 2012-gen. 2013  | Atalanta        | A               | 15         | 0          | CI              | 1               | 0               | -                  | -                  | -                  | -           | -           | -           | 16     | 0      |
| Totale Atalanta | Totale Atalanta | Totale Atalanta | 133        | 4          |                 | 6               | 1               |                    | -                  | -                  |             | -           | -           | 139    | 5      |
| gen.-giu. 2013  | Genoa           | A               | 11         | 0          | CI              | 0               | 0               | -                  | -                  | -                  | -           | -           | -           | 11     | 0      |
| 2013-gen. 2014  | Genoa           | A               | 15         | 0          | CI              | 1               | 0               | -                  | -                  | -                  | -           | -           | -           | 16     | 0      |
| Totale Genoa    | Totale Genoa    | Totale Genoa    | 26         | 0          |                 | 1               | 0               |                    | -                  | -                  |             | -           | -           | 27     | 0      |
| gen.-giu. 2014  | Sassuolo        | A               | 3          | 0          | CI              | -               | -               | -                  | -                  | -                  | -           | -           | -           | 3      | 0      |
| 2014-gen. 2015  | Sassuolo        | A               | 0          | 0          | CI              | 0               | 0               | -                  | -                  | -                  | -           | -           | -           | 0      | 0      |
| Totale Sassuolo | Totale Sassuolo | Totale Sassuolo | 3          | 0          |                 | 0               | 0               |                    | -                  | -                  |             | -           | -           | 3      | 0      |
| gen.-giu. 2015  | L.R. Vicenza    | B               | 13         | 0          | CI              | -               | -               | -                  | -                  | -                  | -           | -           | -           | 17     | 0      |
| 2015-2016       | L.R. Vicenza    | B               | 1          | 0          | CI              | 0               | 0               | -                  | -                  | -                  | -           | -           | -           | 1      | 0      |
| Totale Vicenza  | Totale Vicenza  | Totale Vicenza  | 14         | 0          |                 | 0               | 0               |                    | -                  | -                  |             | -           | -           | 18     | 0      |
| Totale carriera | Totale carriera | Totale carriera | 350        | 9          |                 | 14+             | 1+              |                    | 2                  | 0                  |             | -           | -           | 378    | 10     |

### Statistiche da allenatore
Statistiche aggiornate al 13 maggio 2025. In grassetto le competizioni vinte.
| Stagione          | Squadra           | Campionato        | Campionato | Campionato | Campionato | Campionato | Coppe nazionali | Coppe nazionali | Coppe nazionali | Coppe nazionali | Coppe nazionali | Coppe continentali | Coppe continentali | Coppe continentali | Coppe continentali | Coppe continentali | Altre coppe | Altre coppe | Altre coppe | Altre coppe | Altre coppe | Totale | Totale | Totale | Totale | % Vittorie | Piazzamento |
| Stagione          | Squadra           | Comp              | G          | V          | N          | P          | Comp            | G               | V               | N               | P               | Comp               | G                  | V                  | N                  | P                  | Comp        | G           | V           | N           | P           | G      | V      | N      | P      | %          | Piazzamento |
| ----------------- | ----------------- | ----------------- | ---------- | ---------- | ---------- | ---------- | --------------- | --------------- | --------------- | --------------- | --------------- | ------------------ | ------------------ | ------------------ | ------------------ | ------------------ | ----------- | ----------- | ----------- | ----------- | ----------- | ------ | ------ | ------ | ------ | ---------- | ----------- |
| dic. 2022-2023    | La Fiorita        | CS                | 13+5       | 7+3        | 4+1        | 2+1        | CT              | -               | -               | -               | -               | UCL+UECL           | -                  | -                  | -                  | -                  | SS          | -           | -           | -           | -           | 18     | 10     | 5      | 3      | 55,56      | Sub., 3º    |
| 2023-2024         | La Fiorita        | CS                | 30+5       | 25+3       | 2+1        | 3+1        | CT              | 7               | 6               | 1               | 0               | UECL               | 2                  | 0                  | 1                  | 1                  | -           | -           | -           | -           | -           | 44     | 34     | 5      | 5      | 77,27      | 2º          |
| lug.-ago. 2024    | La Fiorita        | CS                | -          | -          | -          | -          | CT              | -               | -               | -               | -               | UECL               | 4                  | 1                  | 0                  | 3                  | SS          | -           | -           | -           | -           | 4      | 1      | 0      | 3      | 25,00      | Resciss.    |
| Totale La Fiorita | Totale La Fiorita | Totale La Fiorita | 53         | 38         | 8          | 7          |                 | 7               | 6               | 1               | 0               |                    | 6                  | 1                  | 1                  | 4                  |             | -           | -           | -           | -           | 66     | 45     | 10     | 11     | 68,18      |             |
| ott. 2024-2025    | Lunano            | Prom.             | 24         | 8          | 11         | 5          | CI-Prom.        | 3               | 0               | 0               | 3               | -                  | -                  | -                  | -                  | -                  | -           | -           | -           | -           | -           | 27     | 8      | 11     | 8      | 29,63      | Sub., 8º    |
| Totale carriera   | Totale carriera   | Totale carriera   | 77         | 46         | 19         | 12         |                 | 10              | 6               | 1               | 3               |                    | 6                  | 1                  | 1                  | 4                  |             | -           | -           | -           | -           | 93     | 53     | 21     | 19     | 56,99      |             |

## Palmarès

### Club

#### Competizioni nazionali
- Serie C2: 1

SPAL: 1997-1998
- Coppa Italia Serie C: 1

SPAL: 1998-1999
- Campionato italiano di Serie B: 1

Atalanta: 2010-2011

#### Competizioni internazionali
- Coppa Intertoto UEFA: 1

Udinese: 2000

### Allenatore

#### Competizioni nazionali
- Coppa Titano: 1

La Fiorita: 2023-2024